# Jutta Koch-Unterseher
Jutta Koch-Unterseher (* 11. Oktober 1961 in Marl) ist eine deutsche Politikerin (SPD). Sie war seit 2006 Mitglied des Abgeordnetenhauses. Am 25. September 2008 legte sie ihr Mandat als Mitglied des Abgeordnetenhauses von Berlin aus persönlichen Gründen nieder.

## Leben, Studium, Beruf
Jutta Koch-Unterseher ist verheiratet und hat zwei Kinder. Sie wohnte in Bottrop, Bonn und München. Nach dem Abitur am Heinrich-Heine-Gymnasium Bottrop studierte sie von 1980 bis 1987 Deutsch, Geschichte und Politik. In den Jahren 1988 bis 1992 arbeitete Koch-Unterseher als Journalistin bei der Bonner Rundschau, absolvierte ein Praktikum beim Hessischen Rundfunk und war wissenschaftliche Mitarbeiterin an der Universität Bonn. Seit 1992 ist sie Referentin in der Verwaltung des Deutschen Bundestages. Ihre Promotion erwarb sie im Jahr 1997 durch ihre Arbeit zur Außen- und Verteidigungspolitik der USA. Seit 2000 ist sie freigestellte Personalrätin und lebt seit Juli 2000 in Berlin-Moabit. Von 2001 bis 2006 war Koch-Unterseher Lehrbeauftragte am Otto-Suhr-Institut der Freien Universität. Nachdem sie 2008 ihr Mandat niederlegte, arbeitete sie seit Oktober 2008 in der Senatsverwaltung für Bildung, Wissenschaft und Forschung in Berlin, anschließend in der Senatsverwaltung für Wirtschaft, Technologie und Forschung und derzeit in der Senatskanzlei, wo sie als Senatsdirigentin die Leitung der Abteilung für Forschung übernahm.

## Politik
Im Jahr 1990 trat Jutta Koch-Unterseher in die SPD ein und war von 1994 bis 1999 Bezirksverordnete in Bottrop. Von 2002 bis 2005 war Koch-Unterseher stellvertretende Vorsitzende, seit 2006 Vorsitzende, der 7. Abteilung (Bellevue), die zum SPD-Kreis Mitte gehört. 2004 bis 2005 war sie Beisitzerin im Vorstand der SPD Mitte, seit 2004 Kreis- und Landesparteitagsdelegierte. Bei der Abgeordnetenhauswahl in Berlin 2006 wurde Koch-Unterseher als Kandidatin für den Wahlkreis Mitte 3 in das Abgeordnetenhaus von Berlin gewählt.